# 軍事語言學
軍事語言學是用社會語言學來分析軍隊中的語言使用。軍隊是一個不限地點的語言社群，有自己的語言特性。可研究的主題包含比較軍隊和民間，或軍中不同階級人員，在發音、用詞、及文法上的差異，並分析不同層級的人類行為和語言的交互影響。
部隊遷移歷史也對中國各地的語言的演變有巨大的影響。

## 軍隊方言
参见：Military slang
軍隊中常使用特有的詞彙或文法，在民間不常使用。常反映軍隊中單位或人員之間的競爭對立關係。在英文中，軍隊方言常使用縮寫，如SNAFU（Situations Normal, All Fucked Up，情況跟平常一樣他媽的爛）、FUBAR（Fucked Up Beyond All Repair，爛到沒救了）。

## 案例

### 奈及利亞
奈及利亞的語言學者Taofiq A. Alabi的研究中有觀察到以下對話：
- 指揮官：On your 'yarnsh' you go! （你，屁股坐下）
- 犯員：Mercy sir! （請長官大發慈悲）
- 指揮官：On your feet up! （站起來）

光看字面無法理解發生了什麼事情，但基於軍隊的情境脈絡，可以理解出以下未明說的意義：
- 指揮官：你犯錯了
- 犯員：知錯了，對不起
- 指揮官：原諒你

同一研究中另一個例子如下：
- Commander: Recognizing the presence of a Patriot after two: one! two!
- All: Mon sir!
- Commander: P'rade, p'rade 'tion!
- Patriot: Are we happy?
- All: We're ha!
- Patriot: Are you sure?
- All: We're shu!

在此可以看到在另一種軍隊中常見的語言改變：將多音節的字彙（Morning, parade, attention, happy, sure）縮短為單一音節（mon, p'rade, 'tion, ha, shu）。

### 台灣
雖然台灣大多數成年男性都曾服役，而且有第一手資料紀錄了一些軍中用語，但台灣沒有語言學者在研究此一主題。